# Họ Cá đuối ó
Họ Cá đuối ó (tên khoa học Myliobatidae) là một họ cá sụn bao gồm hầu hết các loài cá đuối lớn sống ở vùng biển mở.
Các loài trong họ này ăn nhuyễn thể và động vật giáp xác, dùng răng dẹt nghiền nát vỏ của chúng. So với các loài cá đuối khác, chúng có đuôi dài và cơ thể hình thoi rõ ràng. Chúng là loài noãn thai sinh, có thể sinh tối đa sáu con cùng một lúc. Kích thước chiều dài của chúng thường nằm trong khoảng từ 0,48 đến 5,1 m (1,6 đến 16,7 ft) và bền ngang có thể đạt đến 7 m (23 ft).

## Phân loại
Cuốn sách Fishes of the World của Nelson coi cá đuối mõm bò, cá nạng hải và cá đuối ma là các phân họ trong Myliobatidae. Tuy nhiên, hầu hết các tác giả (bao gồm cả William Toby White) đã xếp Rhinopteridae và Mobulidae thành các họ bên ngoài Myliobatidae. White (2014) giữ lại ba chi (Aetobatus, Aetomylaeus và Myliobatis) trong Myliobatidae, trong khi chi thứ tư (Pteromylaeus) được xếp đồng nghĩa với Aetomylaeus. Một bài báo năm 2016 đã đặt Aetobatus trong họ riêng của nó, Aetobatidae.
| Hình ảnh | Chi                      | Giống loài | Sự miêu tả |
| -------- | ------------------------ | --- | --- |
|          | Aetomylaeus Garman, 1908 | - Aetomylaeus asperrimus (CH Gilbert, 1898) - Aetomylaeus bovinus (É. Geoffroy Saint-Hilaire, 1817) - Aetomylaeus caeruleofasciatus WT White, Last & Baje, 2015 - Aetomylaeus maculatus (JE Grey, 1834) (Cá ó điểm hoa) - Aetomylaeus milvus (JP Müller & Henle, 1841) - Aetomylaeus narinari (BA Euphrasén, 1790) (Cá ó sao) - Aetomylaeus nichofii (Bloch & JG Schneider, 1801) (Cá ó không gai) - Aetomylaeus vespertilio (Bleeker, 1852) (Cá ó vằn)                                                                                                 | Chi này phân bố ở Đông Đại Tây Dương, Ấn Độ Dương và Thái Bình Dương |
|          | Myliobatis Cuvier, 1816  | - Myliobatis aquila (Linnaeus, 1758 ) - Myliobatis californica TN Gill, 1865 - Myliobatis chilensis Philippi {Krumweide}, 1893 - Myliobatis freminvillei Lesueur, 1824 - Myliobatis goodei Garman, 1885 - Myliobatis hamlyni JD Ogilby, 1911 - Myliobatis longirostris Applegate & Fitch, 1964 - Myliobatis peruvianus Garman, 1913 - Myliobatis ridens Ruocco, Lucifora, Díaz de Astarloa, Mabragaña & Delpiani, 2012 - Myliobatis tenuicaudatus Hector, 1877 - M. austral là một từ đồng nghĩa cơ sở - Myliobatis tobijei Bleeker, 1854 (Cá ó đầu bò) | M. aquila phân bố khắp Đông Đại Tây Dương, bao gồm cả biển Địa Trung Hải và biển Bắc. Một loài quan trọng khác là M. californica ở Thái Bình Dương. Những loài cá đuối này có thể phát triển kích thước cực kỳ lớn, lên đến 1,8 m (6 ft) bao gồm cả đuôi. |